# Pöllöjärvi
Pöllöjärvi är en sjö i Finland. Den ligger i kommunen Kuusamo i landskapet Norra Österbotten, i den nordöstra delen av landet, 700 km norr om huvudstaden Helsingfors. Pöllöjärvi ligger 257,1 meter över havet. Den är 7,01 meter djup. Arean är 1,06 kvadratkilometer och strandlinjen är 10,14 kilometer lång. Sjön  ingår i Kems huvudavrinningsområde. 